# Parexarnis poecila
Parexarnis poecila là một loài bướm đêm trong họ Noctuidae.